# Istriotski jezik
Istriotski ili istroromanski je zapadnoitalski jezik koji se danas očuvao tek na području gradova Vodnjana i Rovinja u Istri, Hrvatska. Prema procjenama, jezik ima tek nekoliko desetaka aktivnih govornika i oko 300 ljudi koji ga razumiju i mogu se djelomice njime služiti. Pripada s talijanskim i još četiri jezika užoj italo-dalmatskoj podskupini.
Jezik predstavlja skupinu predmletačkih autohtonih romanskih govora istarskog poluotoka, a čini jezični otok na jugu Istre. Istriotski je podrijetlom izravno od srednjovjekovnog latinskog. U prošlosti je bio rašireniji, a danas njime govori 3000 ljudi i govornici su uglavnom stariji stanovnici u samo šest mjesta: Rovinju, Vodnjanu, Fažani, Galižani, Balama i Šišanu. Potiskuje ga istromletački. Ipak, postoji nekoliko rječnika istriotskih govora i vrijedna književna produkcija na istriotskom; na rovinjskome su pisali Ligio Zanini i Giusto Curto, na vodnjanskome piše Loredana Bogliun, a na balskome Romina Floris.
Na istriotski snažno utječe istromletački i snažna je venecijanizacija, ali usprkos tome istriotski je sačuvao brojne svojstvene osobine poput nastavka -o ondje gdje je mletački -e (la lato, mlijeko; la carno, meso; sempro, uvijek; posebnost koja je nazočna i u starom veronskom), te jedinstven oblik za 1. i 2. lice u budućem vremenu i u kondicionalu (magnarè, jest ću, jest ćeš; magnaràvi, ja bih jeo, ti bi jeo).
Uz istriotski je u svezi vodnjanski diskant bassi, dvoglasno pjevanje, najniži stupanj našeg pučkog pjevanja.
Radi očuvanja i promicanja istriotskog jezika 2013. je godine organiziran godišnji Festival istriotskog narječja.

## Usporedba vokabulara
Tablica odnosa istriotskog rječnika s latinskim i usko povezanim romanskim jezicima:
| Istriotski   | Talijanski      | Latinski                         | Venetski   | Bisiacco | Hrvatski |
| ------------ | --------------- | -------------------------------- | ---------- | -------- | -------- |
| ciàve        | chiave          | clave(m)                         | ciave      | ciave    | ključ    |
| nuòto        | notte           | nocte(m)                         | note/not   | note     | noć      |
| cantà        | cantare         | cantare                          | cantar     | cantar   | pjevati  |
| càpra/càvara | capra           | capra(m)                         | càvara     | cavra    | koza     |
| lèngua       | lingua          | lingua(m)                        | lengua     | lengua   | jezik    |
| piàsa        | piazza          | platea(m)                        | piassa     | piassa   | trg      |
| pònto        | ponte           | ponte(m)                         | ponte/pont | pont     | most     |
| cèʃa         | chiesa          | ecclesia(m)                      | cexa       | cesa     | crkva    |
| uspadàl      | ospedale        | hospitale(m)                     | ospedal    | ospedal  | bolnica  |
| furmàio      | formaggio/cacio | caseu(m) vulg. lat. formaticu(m) | formajo    | formai   | sir      |

## Primjer
Sljedeće je pjesma Grièbani koju je napisao Ligio Zanini rovinjskim dijalektom (Rovigno).
| Istriotski | Talijanski | Hrvatski |
| --- | --- | --- |
| La nostra zì oûna longa cal da griebani: i spironi da Monto inda uò salvà, e 'l brasso da Vistro uò rastà scuio pei grutoni pioûn alti del mar, ca ruzaghia sta tiera viecia-stara. Da senpro i signemo pissi sensa nom, ca da sui sa prucoûra 'l bucon par guodi la veîta leîbara del cucal, pastadi dala piova da Punente a da Livante e cume i uleîi mai incalmadi. Fra ste carme zì stà la nostra salvissa, cume i riboni a sa salva dal dulfeîn fra i scagni del sico da San Damian; el nostro pan, nato gra li gruote, zi stà inbinideî cul sudur sula iera zbruventa da Paloû... e i vemo caminà par oûna longa cal da griebani, c'ancui la riesta lissada dali nostre urme. | La nostra è una lunga strada irta di sassi: gli speroni di Monto ci hanno salvato, ed il braccio di Vistro è rimasto scoglio per le grotte poste più in alto del mare, che erode questa antica terra. Da sempre siamo pesciolini che da soli si procurano il boccone per godere la libera vita del gabbiano, oppressi dalla pioggia di Ponente e di Levante come olivi senza innesti. Fra queste insenature è stata la nostra salvezza, come i pagelli si salvano dal delfino fra le tane della secca di San Damiano; il nostro pane, nato tra le grotte, è stato benedetto col sudore nell'aia ribollente di Palù... ed abbiamo camminato per una lunga strada dissestata, che oggi rimane spianate dai nostri passi. | Naš je put dug i zasut kamenjem: sjeme smo sačuvali iz Montoa, a krak Vistroa ostao je kamenovan za špilje koje leže iznad mora, koje erodiraju ovu drevnu zemlju. oduvijek smo bili klenovi koji su samo jedan zalogaj dali galebovima za slobodan život, potlačen kišom sa zapada i istoka poput nekalemljenih stabala maslina. iza ovih ulaza je i naš spas, kako se riboni spašavaju od dupina među suhim gnijezdima San Damiana; naš je kruh, spravljen u pećinama, blagoslovljen od znoja u ključavom Palùevom dvoru... i krenuli smo dugom grubom cestom, koja danas ostaje izravnana našim koracima. |

| Istriotski | Talijanski | Hrvatski | Engleski |
| --- | --- | --- | --- |
| Eśi o no eśi, sa xe 'l problema: śe xe più juśto śoporta' Le źberle e le ingiuśtisie de un deśtin maledeto, O cata' le armo par zi contro 'n mar de problemi, E batiśe par vinsili: mori, dormi Niente de più; E penśa' che metendośe dormi Diśtudemo tuto 'l dolor del cor e i mile tiri Che la carno xe bituda beca'! Śta sa xe 'na fin Che biźognaravo prega' che la vegna. Mori, dormi: dormi! Dopo forśi anca śogna! Sa xe 'l gropo: Parché tal śono de morto che penśieri ne pol vigni' E quando che śe varemo deśtaca' dela confuźion de śta vita? Śu queśto xe de raźona! Eco cośa che fa La vita eśi cariga de mal! Che chi voleśo śoporta' le fraścade e 'l śarcaźmo del tempo, Le ingiuśtisie dei opreśori, l'arogansa dei mareveji, Le feride del amor che no jo śtima, le mile lale dela leze, La prepotensa dei burocrati, e le pedade Che i juśti e boni a i ciapa dei malignaźi, Quando che śolo con un cortel śe podaravo cata' la paź? Chi no śe liberaravo cuśi dei peźi, Par fini' de pjora' e śuda' źota 'na vita de tromenti? E śe la pagura de qualche roba dopo la morto, De quel paeź che niśun cognośo, e de ola Niśun xe mai torna' 'ndrio no ne frenaravo, Fasendone preferi' al mal che śoportemo pitośto che paśa' śu quei altri che ignoremo? La cośiensa ne fa tuti eśi caga'nbraghe, Cuśìo che la forsa e la determinasion che śempre vevimo Le śe 'ndeboliśo, śolo co' 'n penśier, E le fadighe e i śforsi, Propio per 'śto sa, le va per źbiego, E perfin le perdo al śo'nome de asioni! Taźi, deśo! Riva la bela Ofelia. - O Ninfa, tale to' preghiere Ricordate dei me' pecadi. | Essere o non essere, questo è il nodo: se più nobile all'anima sia pure di sopportare I colpi e i dardi di una sorte oltraggiosa O armarsi contro un mare di affanni E combattendoli finirli: morir, dormire: Nulla più; Ma dire che dormendo Diam fine a tutti i mali del nostro cuore e ai mille consueti duoli Di cui la carne è erede! E questa è una tal fineche Divotamente pur bramata può essere. Morire, dormir: dormire! E poi sognare, forse! Questo è il punto: Però che dentro il sonno della morte qual mai sogni venire Possono a noi quando avrem rotto questo nodo mortale? È un tal pensier che deve fermarci! È questo che permette Il duolo di così lunga vita.! E chi vorrebbe sopportare li scorni ed i flagelli del tempo, E il mal degli oppressori, e tutte le villanie dei superbi, E le angosce di un disprezzato amore, e la lentezza delle leggi, E gl'insulti del potere, e lo sfergio che arreca al paziente Merito chi non ne ì degno, Allorquando con un nudo pugnale il suo riposo potrebbe ritrovare? E chi vorrebbe recare il peso di una faticosa vita, Per gemere e sudar se pure il timor di qualcosa dopo morte L'oscura region dai cui confini nessuno è mai tornato Il voler nostro non confodesse e a sopportare i mali che abbiamo, Sì ci convincesse, Invece di andar verso altri sconosciuti a noi? La conscienza tutti quanti vili ci rende, In modo tal che il primitivo colore illanguidisce Per il pallido riflesso del pensiero ed, Ogni impresa di gran forza e importanza Si disvia d'innanzi a questa idea, Perdendo fino il nome d'azione! Or taci: Viene la bella Ofelia. - O Ninfa, nelle tue preci Rammenta i miei peccati. | Biti, ili ne biti, to je pitanje: Je li pak plemenitije u duhu trpjeti hitce I strijele hirovite sudbine, Ili uzeti oružje protiv mora nevolja I opiranjem njih okončati? Umrijeti, usnuti: Ništa više; I jednim snom reći Da okončavamo bol u srcu i tisuću prirodnih srazova Kojima je tijelo baštinikom! To je svršetak da se usrdno poželi. Umrijeti, usnuti: usnuti! Možda snivati! Da, tu je zapreka: Jer u toj usnulosti smrtnoj kakvi sni mogu doći, Kad se već otresemo ovoga smrtničkog meteža, Zbog toga moramo zastatim, Tu je obzir što tvori zlosreću Tako duga života! Jer tko bi podnosio bičeve i poruge vremena, Nepravdu tlačitelja i prijezir ohola čovjeka, Muke necijenjene ljubavi, otezanje zakona, Bezočnost javne službe, i vrijeđanja što ih strpljiva zasluga Od nevrijednih dočekuje, Kad bi sam mogao podmiriti svoj račun Pukim bodežom? Tko bi nosio terete, Da stenje i znoji se pod tegobnim životom, Kad groza od nečega poslije smrti, ta neotkrivena zemlja Kojoj se s granice nijedan putnik ne vraća, Ne bi smela volju, i nas nagnala radije Podnositi sva zla koja imamo nego poletjeti p Prema drugima koja ne poznajemo? Tako svijest tvori kukavice od sviju nas, i tako onaj urođeni izgled Odlučnosti sav onemoća od blijedoga preljeva misli, A pothvati velike visine! I zamaha osvrćući se na to skreću svoje struje ustranu i gube ime djela! Utišajte se sada! Dođi Lijepa Ofelijo! — Nimfo, u tvojim molitvama Neka se svi moji grijesi spomenu. | To be, or not to be, that is the question: Whether 'tis nobler in the mind to suffer The slings and arrows of outrageous fortune, Or to take arms against a sea of troubles, And by opposing end them: to die, to sleep No more; And by a sleep, to say we end The heart-ache, and the thousand natural shocks That Flesh is heir to? 'Tis a consummation Devoutly to be wished. To die, to sleep, To sleep! perchance to Dream! Aaye, there's the rub: For in that sleep of death, what dreams may come, When we have shuffled off this mortal coil, Must give us pause. There's the respect That makes Calamity of so long life! For who would bear the Whips and Scorns of time, The Oppressor's wrong, the proud man's contumely, The pangs of despised Love, the law’s delay, The insolence of office, and the spurns That patient merit of th'unworthy takes, When he himself might his Quietus make With a bare Bodkin? Who would Fardels bear, To grunt and sweat under a weary life, But that the dread of something after death, The undiscovered country, from whose bourn No traveller returns, puzzles the will, And makes us rather bear those ills we have, Than fly to others that we know not of? Thus conscience does make cowards of us all, And thus the native hue of Resolution Is sicklied o'er, with the pale cast of Thought, And enterprises of great pitch and moment, With this regard their currents turn awry, And lose the name of Action! Soft you now! The fair Ophelia? Nymph, in thy Orisons Be all my sins remember'd. |

## Vanjske poveznice
- SVIBOR: Istriotski govori Istre
- Goran Filipi: Istriotisch (de) (PDF)
- Endangered Languages Project (en)
- Istriot - Istrioto (en)
- World Heritage Encyclopedia:	Istriot language (en)
- Wikisource:Istriot